# Partits judicials de Catalunya
Catalunya, actualment es divideix en 49 partits judicials. En trobam vint-i-cinc a Barcelona, nou a Girona, set a Lleida i vuit a Tarragona; comprenen els següents municipis:

Partits Judicials de Catalunya.

## Partits judicials de laprovíncia de Barcelona

Partits judicials de la província de Barcelona

1- Partit judicial de Martorell:
| - Abrera - Castellví de Rosanes - Collbató | - Esparreguera - Martorell - Masquefa | - Olesa de Montserrat - Sant Andreu de la Barca - Sant Esteve Sesrovires |

2- Partit judicial de Manresa:
| - Aguilar de Segarra - Artés - Avinyó - Balsareny - Calders - Callús - Cardona - Castellbell i el Vilar - Castellfollit del Boix | - Castellgalí - Castellnou de Bages - l'Estany - Fonollosa - Gaià - Manresa - Marganell - Moià - Monistrol de Calders | - Monistrol de Montserrat - Mura - Navarcles - Navàs - el Pont de Vilomara i Rocafort - Rajadell - Sallent - Sant Feliu Sasserra - Sant Fruitós de Bages | - Sant Joan de Vilatorrada - Sant Mateu de Bages - Sant Salvador de Guardiola - Sant Vicenç de Castellet - Santa Maria d'Oló - Santpedor - Súria - Talamanca |

3- Partit judicial de Granollers:
| - Aiguafreda - l'Ametlla del Vallès - Bigues i Riells - Caldes de Montbui - Campins - Canovelles - Cànoves i Samalús - Cardedeu - Castellterçol | - Figaró-Montmany - Fogars de Montclús - les Franqueses del Vallès - la Garriga - Granera - Granollers - Gualba - Lliçà d'Amunt - Lliçà de Vall | - Llinars del Vallès - Montornès del Vallès - Montseny - la Roca del Vallès - Sant Antoni de Vilamajor - Sant Celoni - Sant Esteve de Palautordera - Sant Feliu de Codines - Sant Pere de Vilamajor | - Sant Quirze Safaja - Santa Eulàlia de Ronçana - Santa Maria de Palautordera - Tagamanent - Vallgorguina - Vallromanes - Vilalba Sasserra - Vilanova del Vallès |

4- Partit judicial de Mataró:
| - Alella - Argentona - Cabrera de Mar - Cabrils - Caldes d'Estrac | - Dosrius - el Masnou - Mataró - Òrrius | - Premià de Dalt - Premià de Mar - Sant Andreu de Llavaneres - Sant Vicenç de Montalt | - Teià - Tiana - Vilassar de Dalt - Vilassar de Mar |

5- Partit judicial de Vic:
| - Alpens - Balenyà - el Brull - Calldetenes - Castellcir - Centelles - Collsuspina - Folgueroles - Gurb - Lluçà - Malla - Manlleu - les Masies de Roda | - les Masies de Voltregà - Montesquiu - Muntanyola - Olost - Orís - Oristà - Perafita - Prats de Lluçanès - Roda de Ter - Rupit i Pruit - Sant Agustí de Lluçanès - Sant Bartomeu del Grau | - Sant Boi de Lluçanès - Sant Hipòlit de Voltregà - Sant Julià de Vilatorta - Sant Martí d'Albars - Sant Martí de Centelles - Sant Pere de Torelló - Sant Quirze de Besora - Sant Sadurní d'Osormort - Sant Vicenç de Torelló - Santa Cecília de Voltregà - Santa Eugènia de Berga - Santa Eulàlia de Riuprimer | - Santa Maria de Besora - l'Esquirol - Seva - Sobremunt - Sora - Taradell - Tavèrnoles - Tavertet - Tona - Torelló - Vic - Vilanova de Sau |

6- Partit judicial d'Arenys de Mar:
| - Arenys de Mar - Arenys de Munt - Calella - Canet de Mar | - Fogars de la Selva - Malgrat de Mar - Palafolls | - Pineda de Mar - Sant Cebrià de Vallalta - Sant Iscle de Vallalta | - Sant Pol de Mar - Santa Susanna - Tordera |

7- Partit judicial d'Igualada:
| - Argençola - Bellprat - el Bruc - Cabrera d'Anoia - Calaf - Calonge de Segarra - Capellades - Carme | - Castellfollit de Riubregós - Castellolí - Copons - els Hostalets de Pierola - Igualada - Jorba - la Llacuna - Montmaneu | - Òdena - Orpí - Piera - la Pobla de Claramunt - els Prats de Rei - Pujalt - Rubió - Sant Martí Sesgueioles | - Sant Martí de Tous - Sant Pere Sallavinera - Santa Margarida de Montbui - Santa Maria de Miralles - la Torre de Claramunt - Vallbona d'Anoia - Veciana - Vilanova del Camí |

8- Partit judicial de Berga:
| - Avià - Bagà - Berga - Borredà - Capolat - Casserres - Castell de l'Areny - Castellar de n'Hug | - Castellar del Riu - Cercs - l'Espunyola - Fígols - Gironella - Gisclareny - Guardiola de Berguedà - Montclar | - Montmajor - la Nou de Berguedà - Olvan - la Pobla de Lillet - Puig-reig - la Quar - Sagàs | - Saldes - Sant Jaume de Frontanyà - Sant Julià de Cerdanyola - Santa Maria de Merlès - Vallcebre - Vilada - Viver i Serrateix |

9- Partit judicial de Vilafranca del Penedès:
| - Avinyonet del Penedès - les Cabanyes - Castellví de la Marca - Font-rubí - Gelida - la Granada - Mediona | - Olèrdola - Olesa de Bonesvalls - Pacs del Penedès - el Pla del Penedès - Pontons - Puigdàlber - Sant Cugat Sesgarrigues | - Sant Llorenç d'Hortons - Sant Martí Sarroca - Sant Pere de Riudebitlles - Sant Quintí de Mediona - Sant Sadurní d'Anoia - Santa Fe del Penedès | - Santa Margarida i els Monjos - Subirats - Torrelavit - Torrelles de Foix - Vilafranca del Penedès - Vilobí del Penedès |

10- Partit judicial de Badalona:
| - Badalona | - Montgat | - Sant Adrià de Besòs |  |

11- Partit judicial de Barcelona:
| - Barcelona |

12- Partit judicial de Sant Boi de Llobregat:
| - Sant Boi de Llobregat | - Sant Climent de Llobregat | - Santa Coloma de Cervelló | - Torrelles de Llobregat |

13- Partit judicial de Sabadell:
| - Castellar del Vallès - Gallifa - Palau-solità i Plegamans | - Polinyà - Sabadell | - Sant Llorenç Savall - Sant Quirze del Vallès | - Santa Perpètua de Mogoda - Sentmenat |

14- Partit judicial de Vilanova i la Geltrú:
| - Canyelles - Castellet i la Gornal | - Cubelles - Olivella | - Sant Pere de Ribes - Sitges | - Vilanova i la Geltrú |

15- Partit judicial de Terrassa:
| - Matadepera - Rellinars | - Terrassa - Ullastrell | - Vacarisses | - Viladecavalls |

16- Partit judicial de Sant Feliu de Llobregat:
| - Cervelló - Corbera de Llobregat - Molins de Rei | - Pallejà - la Palma de Cervelló - el Papiol | - Sant Feliu de Llobregat - Sant Joan Despí | - Sant Vicenç dels Horts - Vallirana |

17- Partit judicial de l'Hospitalet de Llobregat:
| - l'Hospitalet de Llobregat |

18- Partit judicial de Santa Coloma de Gramenet:
| - Santa Coloma de Gramenet |

19- Partit judicial de Cerdanyola del Vallès:
| - Badia del Vallès - Barberà del Vallès | - Cerdanyola del Vallès | - Montcada i Reixac | - Ripollet |

20- Partit judicial de Cornellà de Llobregat:
| - Cornellà de Llobregat |

21- Partit judicial de Gavà:
| - Begues | - Castelldefels | - Gavà | - Viladecans |

22- Partit judicial de Mollet del Vallès:
| - la Llagosta - Martorelles | - Mollet del Vallès - Montmeló | - Parets del Vallès - Sant Fost de Campsentelles | - Santa Maria de Martorelles |

23- Partit judicial d'Esplugues de Llobregat:
| - Esplugues de Llobregat | - Sant Just Desvern |  |  |

24- Partit judicial de Rubí:
| - Castellbisbal | - Rubí | - Sant Cugat del Vallès |  |

25- Partit judicial del Prat de Llobregat:
| - el Prat de Llobregat |

## Partits judicials de laprovíncia de Girona
1- Partit judicial de Figueres:
| - Agullana - Albanyà - l'Armentera - Avinyonet de Puigventós - Bàscara - Biure - Boadella i les Escaules - Borrassà - Cabanelles - Cabanes - Cadaqués - Campmany - Cantallops - Castelló d'Empúries - Cistella - Colera - Darnius | - l'Escala - Espolla - El Far d'Empordà - Figueres - Fortià - Garrigàs - Garriguella - La Jonquera - Lladó - Llançà - Llers - Maçanet de Cabrenys - Masarac - Mollet de Peralada - Navata - Ordis - Palau de Santa Eulàlia | - Palau-saverdera - Pau - Pedret i Marzà - Peralada - Pont de Molins - Pontós - El Port de la Selva - Portbou - Rabós - Riumors - Roses - Sant Climent Sescebes - Sant Llorenç de la Muga - Sant Miquel de Fluvià - Sant Mori - Sant Pere Pescador - Santa Llogaia d'Àlguema | - Saus, Camallera i Llampaies - la Selva de Mar - Siurana - Terrades - Torroella de Fluvià - la Vajol - Ventalló - Vila-sacra - Vilabertran - Viladamat - Vilafant - Vilajuïga - Vilamacolum - Vilamalla - Vilamaniscle - Vilanant - Vilaür |

2- Partit judicial de Girona:
| - Aiguaviva - Banyoles - Bescanó - Bordils - Camós - Campllong - Canet d'Adri - Cassà de la Selva - Celrà - Cervià de Ter | - Cornellà del Terri - Crespià - Esponellà - Flaçà - Fontcoberta - Fornells de la Selva - Girona - Juià - Llagostera - Llambilles | - Madremanya - Palol de Revardit - Porqueres - Quart - Salt - Sant Andreu Salou - Sant Gregori - Sant Joan de Mollet - Sant Jordi Desvalls | - Sant Julià de Ramis - Sant Martí de Llémena - Sant Martí Vell - Sant Miquel de Campmajor - Sarrià de Ter - Serinyà - Vilablareix - Viladasens - Vilademuls |

Partits judicials de la província de Girona

3- Partit judicial de la Bisbal d'Empordà:
| - Albons - Begur - Bellcaire d'Empordà - la Bisbal d'Empordà - Colomers - Corçà - Cruïlles, Monells i Sant Sadurní de l'Heura - Foixà | - Fontanilles - Forallac - Garrigoles - Gualta - Jafre - Mont-ras - Palafrugell - Palamós | - Palau-sator - Pals - Parlavà - la Pera - Regencós - Rupià - Serra de Daró - la Tallada d'Empordà | - Torrent - Torroella de Montgrí - Ullà - Ullastret - Ultramort - Vall-llobrega - Verges - Vilopriu |

4- Partit judicial de Ripoll:
| - Campdevànol - Campelles - Camprodon - Gombrèn - Llanars | - les Llosses - Molló - Ogassa - Pardines - Planoles | - Queralbs - Ribes de Freser - Ripoll - Sant Joan de les Abadesses - Sant Pau de Segúries | - Setcases - Toses - Vallfogona de Ripollès - Vidrà - Vilallonga de Ter |

5- Partit judicial de Santa Coloma de Farners:
| - Amer - Anglès - Arbúcies - Breda - Brunyola i Sant Martí Sapresa - Caldes de Malavella | - la Cellera de Ter - Espinelves - Hostalric - Maçanet de la Selva - Massanes - Osor | - Riells i Viabrea - Riudarenes - Riudellots de la Selva - Sant Feliu de Buixalleu - Sant Hilari Sacalm - Sant Julià del Llor i Bonmatí | - Santa Coloma de Farners - Sils - Susqueda - Vidreres - Viladrau - Vilobí d'Onyar |

6- Partit judicial d'Olot:
| - Argelaguer - Besalú - Beuda - Castellfollit de la Roca - Maià de Montcal - Mieres | - Montagut i Oix - Olot - les Planes d'Hostoles - les Preses - Riudaura | - Sales de Llierca - Sant Aniol de Finestres - Sant Feliu de Pallerols - Sant Ferriol - Sant Jaume de Llierca | - Sant Joan les Fonts - Santa Pau - Tortellà - la Vall de Bianya - la Vall d'en Bas |

7- Partit judicial de Blanes:
| - Blanes | - Lloret de Mar | - Tossa de Mar |  |

8- Partit judicial de Sant Feliu de Guíxols:
| - Calonge | - Castell-Platja d'Aro | - Sant Feliu de Guíxols | - Santa Cristina d'Aro |

9- Partit judicial de Puigcerdà:
| - Alp - Bolvir - Das | - Fontanals de Cerdanya - Ger - Guils de Cerdanya | - Isòvol - Llívia - Meranges | - Puigcerdà - Urús |

## Partits judicials de laprovíncia de Lleida

Partits judicials de la província de Lleida

1- Partit judicial de Tremp:
| - Abella de la Conca - Alins - Alt Àneu - Baix Pallars - Castell de Mur - Conca de Dalt - Espot - Esterri d'Àneu | - Esterri de Cardós - Farrera - Gavet de la Conca - la Guingueta d'Àneu - Isona i Conca Dellà - Lladorre - Llavorsí - Llimiana | - la Pobla de Segur - el Pont de Suert - Rialp - Salàs de Pallars - Sant Esteve de la Sarga - Sarroca de Bellera - Senterada - Soriguera | - Sort - Talarn - la Torre de Cabdella - Tírvia - Tremp - la Vall de Boí - Vall de Cardós - Vilaller |

2- Partit judicial de Balaguer:
| - Àger - Agramunt - Albesa - Alfarràs - Algerri - Alguaire - Almenar - Alòs de Balaguer - Artesa de Segre - les Avellanes i Santa Linya - Balaguer | - Barbens - Bellcaire d'Urgell - Bellmunt d'Urgell - Bellvís - Cabanabona - Camarasa - Castelló de Farfanya - Castellserà - Cubells - Foradada | - la Fuliola - Ivars de Noguera - Ivars d'Urgell - Linyola - Menàrguens - Montgai - Oliola - Os de Balaguer - Penelles - el Poal | - la Portella - Preixens - Puigverd d'Agramunt - la Sentiu de Sió - Térmens - Tornabous - Torrelameu - Vallfogona de Balaguer - Vilanova de Meià - Vilanova de Segrià |

3- Partit judicial de Cervera:
| - Anglesola - Belianes - Bellpuig - Castellnou de Seana - Cervera - Ciutadilla - Estaràs - Granyanella - Granyena de Segarra | - Guimerà - Guissona - Ivorra - Maldà - Massoteres - Montoliu de Segarra - Montornès de Segarra - Nalec - les Oluges | - els Omells de na Gaia - Ossó de Sió - els Plans de Sió - Preixana - Ribera d'Ondara - Sant Guim de Freixenet - Sant Guim de la Plana - Sant Martí de Riucorb - Sant Ramon | - Talavera - Tàrrega - Tarroja de Segarra - Torrefeta i Florejacs - Vallbona de les Monges - Verdú - Vilagrassa - Vilanova de Bellpuig - Vila-sana |

4- Partit judicial de Lleida:
| - Aitona - els Alamús - l'Albagés - Albatàrrec - l'Albi - Alcanó - Alcarràs - Alcoletge - Alfés - Almacelles - Almatret - Alpicat - Arbeca - Artesa de Lleida - Aspa - Bellaguarda - Bell-lloc d'Urgell | - Benavent de Segrià - les Borges Blanques - Bovera - Castelldans - Cervià de les Garrigues - el Cogul - Corbins - l'Espluga Calba - la Floresta - Fondarella - Fulleda - Gimenells i el Pla de la Font - Golmés - la Granadella - la Granja d'Escarp - Granyena de les Garrigues | - Juncosa - Juneda - Llardecans - Lleida - Maials - Massalcoreig - Miralcamp - Mollerussa - Montoliu de Lleida - els Omellons - el Palau d'Anglesola - la Pobla de Cérvoles - Puiggròs - Puigverd de Lleida - Rosselló - Sarroca de Lleida | - Seròs - Sidamon - el Soleràs - Soses - Sudanell - Sunyer - Tarrés - els Torms - Torrebesses - Torrefarrera - Torregrossa - Torres de Segre - Torre-serona - Vilanova de la Barca - el Vilosell - Vinaixa |

5- Partit judicial de la Seu d'Urgell:
| - Alàs i Cerc - Arsèguel - Bellver de Cerdanya - Cabó - Cava - Coll de Nargó | - Estamariu - Fígols i Alinyà - Josa i Tuixén - Lles de Cerdanya - Montellà i Martinet - Montferrer i Castellbò | - Organyà - el Pont de Bar - Prats i Sansor - Prullans - Ribera d'Urgellet | - Riu de Cerdanya - la Seu d'Urgell - les Valls d'Aguilar - les Valls de Valira - la Vansa i Fórnols |

6- Partit judicial de Vielha e Mijaran:
| - Arres - Bausen - Bossòst | - es Bòrdes - Canejan | - Les - Naut Aran | - Vielha e Mijaran - Vilamòs |

7- Partit judicial de Solsona:
| - la Baronia de Rialb - Bassella - Biosca - Castellar de la Ribera - Clariana de Cardener - la Coma i la Pedra - Gósol | - Guixers - Lladurs - Llobera - la Molsosa - Navès - Odèn - Oliana | - Olius - Peramola - Pinell de Solsonès - Pinós - Ponts - Riner | - Sanaüja - Sant Llorenç de Morunys - Solsona - Tiurana - Torà - Vilanova de l'Aguda |

## Partits judicials de laprovíncia de Tarragona

Partits judicials de la província de Tarragona

1- Partit judicial del Vendrell:
| - Aiguamúrcia - Albinyana - Altafulla - l'Arboç - Banyeres del Penedès - Bellvei - la Bisbal del Penedès | - Bonastre - Calafell - Creixell - Cunit - Llorenç del Penedès - Masllorenç | - Montferri - el Montmell - la Nou de Gaià - la Pobla de Mafumet - la Riera de Gaià - Roda de Berà | - Salomó - Sant Jaume dels Domenys - Santa Oliva - Torredembarra - el Vendrell - Vespella de Gaià |

2- Partit judicial de Reus:
| - l'Albiol - l'Aleixar - Alforja - Almoster - Arbolí - l'Argentera - les Borges del Camp | - Botarell - Cambrils - Capafonts - Castellvell del Camp - Colldejou - Duesaigües - la Febró | - Maspujols - Montbrió del Camp - Mont-roig del Camp - Prades - Pratdip - Reus - Riudecanyes | - Riudecols - Riudoms - la Selva del Camp - Vandellòs i l'Hospitalet de l'Infant - Vilanova d'Escornalbou - Vilaplana - Vinyols i els Arcs |

3- Partit judicial d'Amposta:
| - Alcanar - Amposta - Freginals | - la Galera - Godall - Mas de Barberans | - Masdenverge - Sant Carles de la Ràpita - Sant Jaume d'Enveja | - Santa Bàrbara - la Sénia - Ulldecona |

4- Partit judicial de Valls:
| - Alcover - Alió - Barberà de la Conca - Blancafort - Bràfim - Cabra del Camp - Conesa - l'Espluga de Francolí - Figuerola del Camp - Forès - els Garidells | - Llorac - la Masó - el Milà - Montblanc - Mont-ral - Nulles - Passanant i Belltall - les Piles - Pira - el Pla de Santa Maria - el Pont d'Armentera | - Pontils - Puigpelat - Querol - la Riba - Rocafort de Queralt - Rodonyà - Santa Coloma de Queralt - Sarral - Savallà del Comtat - Senan - Solivella | - Vallclara - Vallfogona de Riucorb - Vallmoll - Valls - Vilabella - Vilallonga del Camp - Vilanova de Prades - Vila-rodona - Vilaverd - Vimbodí i Poblet |

5- Partit judicial de Gandesa:
| - Arnes - Ascó - Batea - Benissanet - Bot | - Caseres - Corbera d'Ebre - la Fatarella - Gandesa - Ginestar | - Horta de Sant Joan - Miravet - Móra d'Ebre - el Pinell de Brai | - la Pobla de Massaluca - Prat de Comte - Rasquera - Vilalba dels Arcs |

6- Partit judicial de Tarragona:
| - la Canonja - el Catllar - Constantí - el Morell | - els Pallaresos - Perafort - la Pobla de Mafumet | - Renau - el Rourell - Salou | - la Secuita - Tarragona - Vila-seca |

7- Partit judicial de Tortosa:
| - l'Aldea - Aldover - Alfara de Carles - l'Ametlla de Mar | - l'Ampolla - Benifallet - Camarles - Deltebre | - Paüls - el Perelló - Roquetes | - Tivenys - Tortosa - Xerta |

8- Partit judicial de Falset:
| - Bellmunt del Priorat - la Bisbal de Montsant - Cabassers - Capçanes - Cornudella de Montsant - Falset - la Figuera - Flix | - Garcia - Gratallops - els Guiamets - el Lloar - Marçà - Margalef - el Masroig - el Molar | - Móra la Nova - la Morera de Montsant - la Palma d'Ebre - Poboleda - Porrera - Pradell de la Teixeta - Riba-roja d'Ebre - Tivissa | - la Torre de Fontaubella - la Torre de l'Espanyol - Torroja del Priorat - Ulldemolins - la Vilella Alta - la Vilella Baixa - Vinebre |